# Basketball-Weltmeisterschaft 2002
Die 14. Basketball-Weltmeisterschaft der Herren fand vom 29. August bis 8. September 2002 in Indianapolis in den Vereinigten Staaten statt.
Die Nationalmannschaft der Bundesrepublik Jugoslawien, die als Titelverteidiger startete, wurde zum zweiten Mal Weltmeister. Vizeweltmeister wurde die Mannschaft aus Argentinien. Den dritten Platz belegte Deutschland.

## Austragungsorte
Die Spiele wurden im Conseco Fieldhouse, Heimat des NBA-Teams Indiana Pacers, sowie im RCA Dome, Heimat des NFL-Teams Indianapolis Colts, ausgetragen.
| Indianapolis       | Indianapolis      |
| ------------------ | ----------------- |
| Conseco Fieldhouse | RCA Dome          |
| Kapazität: 18.345  | Kapazität: 57.890 |
| Eröffnung: 1999    | Eröffnung: 1984   |
| Conseco Fieldhouse | RCA Dome          |

## Teilnehmer

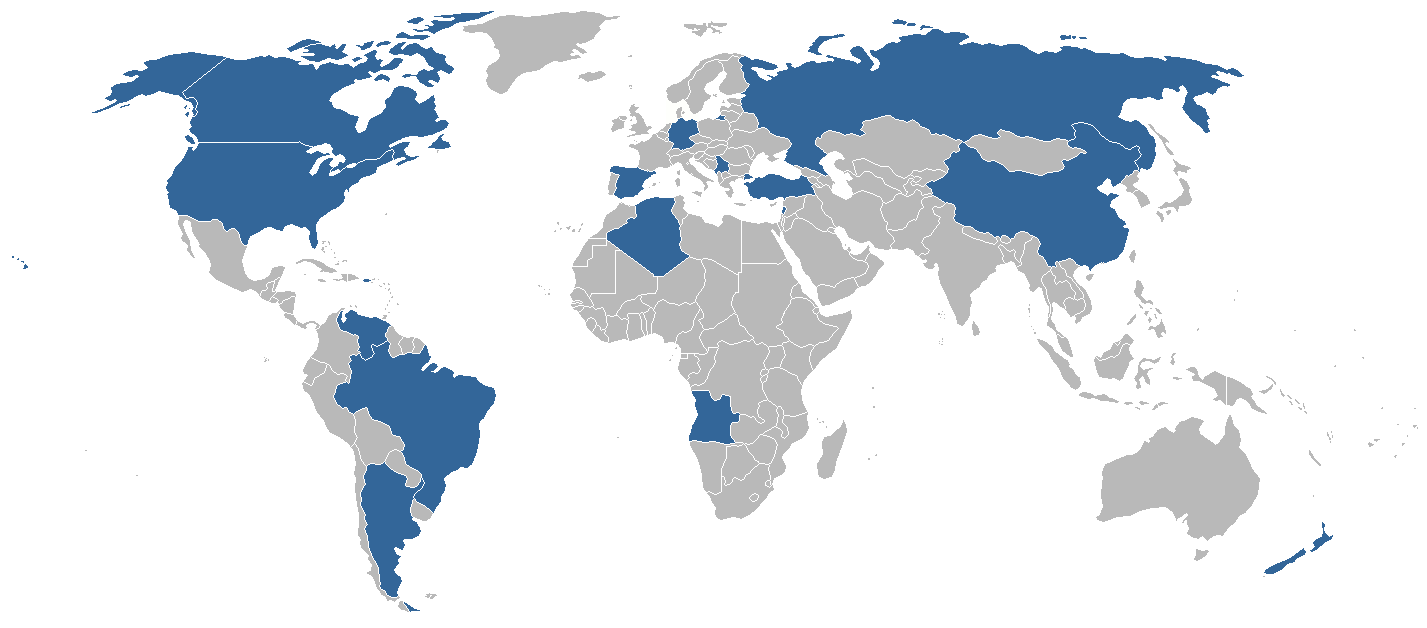
Die Teilnehmerländer sind blau eingefärbt

Die qualifizierten Mannschaften wurden per Los auf die verschiedenen Vorrundengruppen verteilt. Es ergab sich folgende Auslosung:
| Gruppe A                                     | Gruppe B                                     | Gruppe C                                                            | Gruppe D                                          |
| -------------------------------------------- | -------------------------------------------- | ------------------------------------------------------------------- | ------------------------------------------------- |
| - Angola - BR Jugoslawien - Kanada - Spanien | - Brasilien - Libanon - Puerto Rico - Türkei | - Algerien - Volksrepublik China - Deutschland - Vereinigte Staaten | - Argentinien - Neuseeland - Russland - Venezuela |

## Vorrunde
Legende:
| S | Gespielte Spiele                    |
| G | Gewonnene Spiele                    |
| V | Verlorene Spiele                    |
|   | Team für Zwischenrunde qualifiziert |
|   | Team spielte um Platz 13–16         |

Die Vorrundenspiele der Gruppen A bis D wurden vom 29. bis 31. August 2002 ausgetragen. Die besten drei Mannschaften jeder Gruppe erreichten die Zwischenrunde. Das viertplatzierte Team jeder Gruppe erreichte die Runde um Platz 13–16.

### Gruppe A
| Platz | Team        | S | G | V | Körbe   | Punkte | Diff. |
| ----- | ----------- | - | - | - | ------- | ------ | ----- |
| 1     | Spanien     | 3 | 3 | 0 | 244:187 | 6      | +66   |
| 2     | Jugoslawien | 3 | 2 | 1 | 279:205 | 5      | +64   |
| 3     | Angola      | 3 | 1 | 2 | 202:276 | 4      | −73   |
| 4     | Kanada      | 3 | 0 | 3 | 199:255 | 3      | −54   |

| Spiel | Datum      | Team 1      | Team 2      | 1. Q. | 2. Q. | 3. Q. | 4. Q. | Verl. | Ergebnis |
| ----- | ---------- | ----------- | ----------- | ----- | ----- | ----- | ----- | ----- | -------- |
| 01.   | 29.08.2002 | Jugoslawien | Angola      | 33:22 | 28:18 | 24:09 | 28:14 |       | 113:63   |
| 02.   | 29.08.2002 | Kanada      | Spanien     | 15:17 | 14:23 | 06:21 | 19:24 |       | 54:85    |
| 03.   | 30.08.2002 | Angola      | Kanada      | 19:17 | 26:17 | 16:15 | 23:25 |       | 84:74    |
| 04.   | 30.08.2002 | Spanien     | Jugoslawien | 26:10 | 18:19 | 14:23 | 13:17 |       | 71:69    |
| 05.   | 31.08.2002 | Angola      | Spanien     | 12:25 | 17:23 | 14:22 | 12:18 |       | 55:88    |
| 06.   | 31.08.2002 | Kanada      | Jugoslawien | 21:16 | 20:26 | 12:21 | 18:24 |       | 71:87    |

### Gruppe B
| Platz | Team        | S | G | V | Körbe   | Punkte | Diff. |
| ----- | ----------- | - | - | - | ------- | ------ | ----- |
| 1     | Brasilien   | 3 | 3 | 0 | 280:245 | 6      | +35   |
| 2     | Puerto Rico | 3 | 2 | 1 | 263:242 | 5      | +21   |
| 3     | Türkei      | 3 | 1 | 2 | 268:246 | 4      | +22   |
| 4     | Libanon     | 3 | 0 | 3 | 230:308 | 3      | −78   |

| Spiel | Datum      | Team 1      | Team 2      | 1. Q. | 2. Q. | 3. Q. | 4. Q. | Verl. | Ergebnis |
| ----- | ---------- | ----------- | ----------- | ----- | ----- | ----- | ----- | ----- | -------- |
| 07.   | 29.08.2002 | Brasilien   | Libanon     | 24:15 | 28:18 | 31:17 | 19:23 |       | 102:73   |
| 08.   | 29.08.2002 | Puerto Rico | Türkei      | 23:24 | 19:14 | 15:16 | 21:21 |       | 78:75    |
| 09.   | 30.08.2002 | Libanon     | Puerto Rico | 11:31 | 24:13 | 24:25 | 18:30 |       | 77:99    |
| 10.   | 30.08.2002 | Türkei      | Brasilien   | 32:21 | 17:17 | 21:18 | 16:32 |       | 86:88    |
| 11.   | 31.08.2002 | Libanon     | Türkei      | 16:22 | 14:26 | 22:27 | 28:32 |       | 80:107   |
| 12.   | 31.08.2002 | Puerto Rico | Brasilien   | 16:22 | 14:26 | 22:27 | 28:32 |       | 86:90    |

### Gruppe C
| Platz | Team               | S | G | V | Körbe   | Punkte | Diff. |
| ----- | ------------------ | - | - | - | ------- | ------ | ----- |
| 1     | Vereinigte Staaten | 3 | 3 | 0 | 298:212 | 6      | +86   |
| 2     | Deutschland        | 3 | 2 | 1 | 277:250 | 5      | +27   |
| 3     | China              | 3 | 1 | 2 | 237:254 | 4      | −17   |
| 4     | Algerien           | 3 | 0 | 3 | 212:308 | 3      | −96   |

| Spiel | Datum      | Team 1             | Team 2             | 1. Q. | 2. Q. | 3. Q. | 4. Q. | Verl. | Ergebnis |
| ----- | ---------- | ------------------ | ------------------ | ----- | ----- | ----- | ----- | ----- | -------- |
| 13.   | 29.08.2002 | China              | Deutschland        | 14:23 | 17:22 | 17:27 | 28:16 |       | 76:88    |
| 14.   | 29.08.2002 | Vereinigte Staaten | Algerien           | 32:13 | 19:19 | 28:15 | 31:13 |       | 110:60   |
| 15.   | 30.08.2002 | Deutschland        | Vereinigte Staaten | 21:29 | 30:23 | 16:25 | 20:27 |       | 87:104   |
| 16.   | 30.08.2002 | Algerien           | China              | 10:28 | 22:20 | 31:21 | 19:27 |       | 82:96    |
| 17.   | 31.08.2002 | Algerien           | Deutschland        | 13:31 | 11:29 | 23:16 | 23:26 |       | 70:102   |
| 18.   | 31.08.2002 | China              | Vereinigte Staaten | 28:16 | 14:27 | 13:20 | 10:21 |       | 65:84    |

### Gruppe D
| Platz | Team        | S | G | V | Körbe   | Punkte | Diff. |
| ----- | ----------- | - | - | - | ------- | ------ | ----- |
| 1     | Argentinien | 3 | 3 | 0 | 319:238 | 6      | +81   |
| 2     | Neuseeland  | 3 | 2 | 1 | 273:278 | 5      | −5    |
| 3     | Russland    | 3 | 1 | 2 | 248:259 | 4      | −11   |
| 4     | Venezuela   | 3 | 0 | 3 | 226:291 | 3      | −65   |

| Spiel | Datum      | Team 1      | Team 2      | 1. Q. | 2. Q. | 3. Q. | 4. Q. | Verl. | Ergebnis |
| ----- | ---------- | ----------- | ----------- | ----- | ----- | ----- | ----- | ----- | -------- |
| 19.   | 29.08.2002 | Neuseeland  | Russland    | 17:21 | 18:28 | 23:18 | 32:14 |       | 90:81    |
| 20.   | 29.08.2002 | Argentinien | Venezuela   | 27:16 | 22:19 | 32:12 | 26:25 |       | 107:72   |
| 21.   | 30.08.2002 | Venezuela   | Neuseeland  | 29:23 | 19:24 | 13:25 | 24:26 |       | 85:98    |
| 22.   | 30.08.2002 | Russland    | Argentinien | 25:26 | 17:28 | 21:30 | 18:16 |       | 81:100   |
| 23.   | 31.08.2002 | Venezuela   | Russland    | 20:24 | 15:15 | 15:24 | 19:23 |       | 69:86    |
| 24.   | 31.08.2002 | Neuseeland  | Argentinien | 31:26 | 13:26 | 28:22 | 13:38 |       | 85:112   |

## Zwischenrunde
Die Zwischenrundenspiele der Gruppen E und F wurden vom 2. bis 4. September 2002 ausgetragen. Die in der Vorrunde erzielten Ergebnisse gegen die Gruppengegner wurden übernommen. Die vier besten Teams der Gruppen erreichten das Viertelfinale, die letzten beiden erreichten die Runde um Platz 9–12.

### Gruppe E
| Platz | Team        | S | G | V | Körbe   | Punkte | Diff. |
| ----- | ----------- | - | - | - | ------- | ------ | ----- |
| 1     | Puerto Rico | 6 | 5 | 1 | 510:477 | 11     | +22   |
| 2     | Spanien     | 6 | 5 | 1 | 480:382 | 11     | +89   |
| 3     | Jugoslawien | 6 | 4 | 2 | 552:437 | 10     | +125  |
| 4     | Brasilien   | 6 | 4 | 2 | 502:502 | 10     | 0     |
| 5     | Türkei      | 6 | 2 | 4 | 496:509 | 8      | −13   |
| 6     | Angola      | 6 | 1 | 5 | 438:536 | 7      | −99   |

| Spiel | Datum      | Team 1      | Team 2      | 1. Q. | 2. Q. | 3. Q. | 4. Q. | Verl.        | Ergebnis |
| ----- | ---------- | ----------- | ----------- | ----- | ----- | ----- | ----- | ------------ | -------- |
| 25.   | 02.09.2002 | Puerto Rico | Jugoslawien | 27:21 | 15:22 | 18:26 | 25:14 |              | 85:83    |
| 26.   | 02.09.2002 | Türkei      | Spanien     | 12:23 | 21:19 | 13:21 | 18:24 |              | 64:87    |
| 27.   | 02.09.2002 | Brasilien   | Angola      | 16:21 | 17:16 | 20:20 | 21:17 | 12:09        | 86:83    |
| 28.   | 03.09.2002 | Angola      | Türkei      | 17:18 | 21:23 | 08:22 | 20:23 |              | 66:86    |
| 29.   | 03.09.2002 | Spanien     | Puerto Rico | 18:14 | 15:17 | 19:18 | 13:24 |              | 65:73    |
| 30.   | 03.09.2002 | Jugoslawien | Brasilien   | 26:14 | 20:14 | 28:25 | 16:16 |              | 90:69    |
| 31.   | 04.09.2002 | Puerto Rico | Angola      | 12:22 | 29:23 | 16:12 | 14:14 | 09:09, 09:07 | 89:87    |
| 32.   | 04.09.2002 | Türkei      | Jugoslawien | 15:21 | 19:29 | 21:30 | 23:30 |              | 78:110   |
| 33.   | 04.09.2002 | Brasilien   | Spanien     | 21:23 | 9:16  | 15:21 | 22:24 |              | 67:84    |

### Gruppe F
| Platz | Team               | S | G | V | Körbe   | Punkte | Diff. |
| ----- | ------------------ | - | - | - | ------- | ------ | ----- |
| 1     | Argentinien        | 6 | 6 | 0 | 587:466 | 12     | +121  |
| 2     | Vereinigte Staaten | 6 | 5 | 1 | 594:443 | 11     | +162  |
| 3     | Deutschland        | 6 | 4 | 2 | 541:485 | 10     | +56   |
| 4     | Neuseeland         | 6 | 3 | 3 | 493:560 | 9      | −67   |
| 5     | Russland           | 6 | 2 | 4 | 510:536 | 8      | −16   |
| 6     | China              | 6 | 1 | 5 | 464:538 | 7      | −74   |

| Spiel | Datum      | Team 1             | Team 2             | 1. Q. | 2. Q. | 3. Q. | 4. Q. | Verl. | Ergebnis |
| ----- | ---------- | ------------------ | ------------------ | ----- | ----- | ----- | ----- | ----- | -------- |
| 34.   | 02.09.2002 | Neuseeland         | Deutschland        | 16:18 | 16:21 | 13:27 | 19:18 |       | 64:84    |
| 35.   | 02.09.2002 | Russland           | Vereinigte Staaten | 24:27 | 20:27 | 19:35 | 19:17 |       | 82:106   |
| 36.   | 02.09.2002 | Argentinien        | China              | 32:14 | 16:20 | 24:15 | 23:22 |       | 95:71    |
| 37.   | 03.09.2002 | China              | Russland           | 15:26 | 15:16 | 22:25 | 16:28 |       | 68:95    |
| 38.   | 03.09.2002 | Vereinigte Staaten | Neuseeland         | 22:25 | 26:17 | 27:10 | 35:10 |       | 110:62   |
| 39.   | 03.09.2002 | Deutschland        | Argentinien        | 20:31 | 14:15 | 26:25 | 17:15 |       | 77:86    |
| 40.   | 04.09.2002 | Neuseeland         | China              | 13:35 | 30:17 | 20:19 | 31:17 |       | 94:88    |
| 41.   | 04.09.2002 | Russland           | Deutschland        | 16:28 | 20:30 | 23:21 | 26:24 |       | 85:103   |
| 42.   | 04.09.2002 | Argentinien        | Vereinigte Staaten | 34:21 | 19:16 | 15:23 | 19:20 |       | 87:80    |

## Finalrunde
Die Finalrundenspiele wurden vom 2. bis 9. September 2002 ausgetragen.

### Runde um Platz 13–16
| Spiel             | Datum      | Team 1   | Team 2    | 1. Q. | 2. Q. | 3. Q. | 4. Q. | Verl. | Ergebnis |
| ----------------- | ---------- | -------- | --------- | ----- | ----- | ----- | ----- | ----- | -------- |
| 43.               | 02.09.2002 | Kanada   | Libanon   | 22:16 | 22:15 | 23:22 | 24:14 |       | 91:67    |
| 44.               | 02.09.2002 | Algerien | Venezuela | 24:20 | 24:29 | 16:22 | 19:27 |       | 83:98    |
| Spiel um Platz 15 |            |          |           |       |       |       |       |       |          |
| 45.               | 03.09.2002 | Libanon  | Algerien  | 26:23 | 17:19 | 15:34 | 12:24 |       | 70:100   |
| Spiel um Platz 13 |            |          |           |       |       |       |       |       |          |
| 46.               | 03.09.2002 | Kanada   | Venezuela | 25:23 | 26:26 | 27:28 | 20:20 |       | 98:97    |

### Viertelfinale
| Spiel | Datum      | Team 1      | Team 2             | 1. Q. | 2. Q. | 3. Q. | 4. Q. | Verl. | Ergebnis |
| ----- | ---------- | ----------- | ------------------ | ----- | ----- | ----- | ----- | ----- | -------- |
| 47.   | 05.09.2002 | Puerto Rico | Neuseeland         | 11:14 | 18:17 | 15:17 | 19:17 |       | 63:65    |
| 48.   | 05.09.2002 | Jugoslawien | Vereinigte Staaten | 20:20 | 20:16 | 12:22 | 29:20 |       | 81:78    |
| 49.   | 05.09.2002 | Spanien     | Deutschland        | 15:20 | 16:20 | 21:6  | 10:24 |       | 62:70    |
| 50.   | 05.09.2002 | Brasilien   | Argentinien        | 16:18 | 13:11 | 13:22 | 25:27 |       | 67:78    |

### Runde um Platz 9–12
| Spiel             | Datum      | Team 1 | Team 2   | 1. Q. | 2. Q. | 3. Q. | 4. Q. | Verl. | Ergebnis |
| ----------------- | ---------- | ------ | -------- | ----- | ----- | ----- | ----- | ----- | -------- |
| 51.               | 06.09.2002 | Türkei | China    | 30:24 | 18:16 | 19:22 | 27:24 |       | 94:86    |
| 52.               | 06.09.2002 | Angola | Russland | 18:28 | 24:13 | 08:16 | 16:20 |       | 66:77    |
| Spiel um Platz 11 |            |        |          |       |       |       |       |       |          |
| 53.               | 07.09.2002 | China  | Angola   | 18:27 | 31:24 | 09:29 | 26:16 |       | 84:96    |
| Spiel um Platz 9  |            |        |          |       |       |       |       |       |          |
| 54.               | 07.09.2002 | Türkei | Russland | 22:28 | 25:25 | 15:18 | 29:15 |       | 91:86    |

### Runde um Platz 5–8
| Spiel            | Datum      | Team 1             | Team 2             | 1. Q. | 2. Q. | 3. Q. | 4. Q. | Verl. | Ergebnis |
| ---------------- | ---------- | ------------------ | ------------------ | ----- | ----- | ----- | ----- | ----- | -------- |
| 55.              | 06.09.2002 | Puerto Rico        | Vereinigte Staaten | 25:19 | 11:31 | 21:17 | 17:17 |       | 74:84    |
| 56.              | 06.09.2002 | Spanien            | Brasilien          | 29:21 | 25:26 | 34:17 | 17:25 |       | 105:89   |
| Spiel um Platz 7 |            |                    |                    |       |       |       |       |       |          |
| 57.              | 07.09.2002 | Puerto Rico        | Brasilien          | 29:21 | 25:26 | 34:17 | 17:25 |       | 91:84    |
| Spiel um Platz 5 |            |                    |                    |       |       |       |       |       |          |
| 58.              | 07.09.2002 | Vereinigte Staaten | Spanien            | 27:18 | 23:22 | 15:16 | 10:25 |       | 75:81    |

### Halbfinale
| Spiel | Datum      | Team 1      | Team 2      | 1. Q. | 2. Q. | 3. Q. | 4. Q. | Verl. | Ergebnis |
| ----- | ---------- | ----------- | ----------- | ----- | ----- | ----- | ----- | ----- | -------- |
| 59.   | 07.09.2002 | Neuseeland  | Jugoslawien | 30:19 | 18:20 | 10:27 | 20:23 |       | 78:89    |
| 60.   | 07.09.2002 | Deutschland | Argentinien | 11:16 | 30:20 | 21:23 | 18:27 |       | 80:86    |

### Spiel um Platz 3
| Spiel | Datum      | Team 1     | Team 2      | 1. Q. | 2. Q. | 3. Q. | 4. Q. | Verl. | Ergebnis |
| ----- | ---------- | ---------- | ----------- | ----- | ----- | ----- | ----- | ----- | -------- |
| 61.   | 08.09.2002 | Neuseeland | Deutschland | 27:35 | 21:39 | 13:22 | 33:21 |       | 94:117   |

### Finale
| Spiel | Datum      | Team 1      | Team 2      | 1. Q. | 2. Q. | 3. Q. | 4. Q. | Verl. | Ergebnis |
| ----- | ---------- | ----------- | ----------- | ----- | ----- | ----- | ----- | ----- | -------- |
| 62.   | 08.09.2002 | Jugoslawien | Argentinien | 24:19 | 17:20 | 11:18 | 23:18 | 09:02 | 84:77    |

## Endergebnis
1. BR Jugoslawien (5. Titel)
2. Argentinien
3. Deutschland
4. Neuseeland
5. Spanien
6. Vereinigte Staaten
7. Puerto Rico
8. Brasilien
9. Türkei
10. Russland
11. Angola
12. Volksrepublik China
13. Kanada
14. Venezuela
15. Algerien
16. Libanon

## Auszeichnungen

### Wertvollster Spieler
Als Most Valuable Player des Turniers wurde der Deutsche Dirk Nowitzki ausgezeichnet. In insgesamt neun Spielen erzielte Nowitzki 216 Punkte, was einem Durchschnitt von 24 Punkten pro Spiel entspricht.

### Mannschaft des Turniers
Neben dem Deutschen Dirk Nowitzki wurden der Argentinier Manu Ginóbili, der Jugoslawe Peja Stojaković, der Neuseeländer Pero Cameron sowie der Chinese Yao Ming in das All-Tournament Team gewählt.